# Клајет
Клајет (фр. Clayette) насеље је и општина у источном делу централне Француске у региону Бургоња, у департману Саона и Лоара која припада префектури Шарол.
По подацима из 2011. године у општини је живело 1829 становника, а густина насељености је износила 586,22 становника/km². Општина се простире на површини од 3,12 km². Налази се на средњој надморској висини од 385 метара (максималној 437 m, а минималној 336 m).

## Демографија
| 1962. | 1968. | 1975. | 1982. | 1990. | 1999. | 2011. |
| ----- | ----- | ----- | ----- | ----- | ----- | ----- |
| 2.173 | 2.530 | 2.845 | 2.669 | 2.307 | 2.069 | 1.829 |

График промене броја становника у току последњих година